# Euploea goezi
Euploea goezi är en fjärilsart som beskrevs av Moore 1883. Euploea goezi ingår i släktet Euploea och familjen praktfjärilar. Inga underarter finns listade i Catalogue of Life.